# Кирилл V (патриарх Константинопольский)
Патриарх Кири́лл V (греч. Κύριλλος Ε΄), в миру Константин Каракаллос (греч. Κωνσταντίνος Καράκαλλος; умер в 1775) — епископ Константинопольской православной церкви. Патриарх Константинопольский в 1748—1751 и 1752—1757 годах.

## Биография
Константин Каракаллос в деревне Димицана, на Пелопоннесе. Еще молодым, он попал в плен во время Османско-Венецианской войны (1714—1718), а после освобождения отправился на остров Патмос, где принял монашеский постриг. Там же он учился в школе, но был исключен из-за проблем с поведением еще до окончания учебы.
В 1737 году он был рукоположен во епископа и назначен митрополитом Мельникским.
В 1745 году он был назначен митрополитом Никомидийским.
28 сентября 1748 года он был избран Патриархом Константинопольским.
После восшествия на престол, озаботился улучшением финансового положения Патриархата. Чтобы улучшить финансы, он поднял налоги с митрополичьих епископов и освободил маленькие приходы от налогов. Это действие было весьма успешным, но вызвало недовольство среди епископов. Он решительно поддерживал необходимость перекрещивать всех новообращенных из католиков и армян, так как считал армянское и католическое крещение неканоничными.
В мае 1751 года был свергнут митрополитами и уединился на острове Халки, недалеко от Стамбула.
Свержение Кирилла вызвало недовольство у верующих, так как большая часть населения была к нему благосклонна из-за его правил о налогах и оппозиции католической церкви. В связи с этим периодически возникали беспорядки, которые завершились с жестоким нападением на Патриархию и захватом патриарха Паисия II. Османские власти смогли подавить эти беспорядки и потребовали от Паисия II ухода на покой.
7 сентября 1752 года Кирилл вновь был избран Вселенским патриархом.
Спустя некоторое время после второго восшествия на престол Кирилла, начались недовольства относительно его жесткой позиции повторно крестить обращенных в православие католиков и армян. Главным оппонентом патриарха в этом вопросе стал митрополит Проилавский Каллиник, который в конечном итоге добился свержения Кирилла 16 января 1757 года с престола и сам стал патриархом.
Кирилл был сослан на гору Синай, а позже при Серафиме II ему было разрешено перебраться в скит Святой Анны на Афоне.
В 1763 году он вернулся в Стамбул, чтобы попытаться вернуть патриарший престол, но был быстро и насильственно доставлен обратно в скит святой Анны, где и умер 27 июля 1775 года.

## Труды
- «Орос о латинском крещении собора Восточных патриархов 1755 года»[3]